# Стретеа (Хунедоара)
Стретеа (рум. Stretea) насеље је у Румунији у округу Хунедоара у општини Добра. Oпштина се налази на надморској висини од 169 m.

## Становништво
Према подацима из 2002. године у насељу је живело 52 становника, од којих су сви румунске националности.